# Monster Hunter Stories
Monster Hunter Stories (モンスターハンター ストーリーズ Monsutā Hantā Sutōrīzu) es un videojuego de rol desarrollado por Marvelous y publicado por Capcom. El título es un spin-off de la saga de videojuegos Monster Hunter y a grandes rasgos se basa en la serie de animación Monster Hunter Stories: Ride On. El juego fue lanzado originalmente en Japón el 8 de octubre de 2016 para la familia de consolas portátiles de Nintendo 3DS. Asimismo, su localización occidental está planeada para septiembre (Europa, Oceanía y América) de 2017.
A diferencia del resto de títulos de la saga Monster Hunter, el jugador no será un Hunter, sino un Rider, lo cual le permitirá un acercamiento muy novedoso a la franquicia, que para la ocasión también ha renovado su aspecto mecánico tradicional, ahora en forma de batallas por turnos. Como Rider el jugador criará a monstruos amistosos que le ayudarán en combate, podrá emplearlos como montura, personalizar sus habilidades y ejecutar ataques especiales de Afinidad. El juego incluye soporte para las figuras Amiibo.

## Juego
Monster Hunter Stories aborda un gameplay muy diferente al resto de títulos de la saga. Como Rider, el jugador podrá tener a los monstruos como compañeros. Para ello deberá robar huevos de diversos nidos de monstruos. Como Riders podremos ponerle el nombre que queramos a cada uno de nuestros monstruos, luchar junto a ellos, entrenarlos y usarlos como montura para acceder a nuevas zonas. El jugador tendrá la posibilidad de explorar entornos diferentes, encontrar y luchar contra todo tipo de monstruos y recolectar objetos de diversa utilidad para la aventura.
Las batallas abandonan la acción en tiempo real tan característica de la saga y se desarrollan en un sistema por turnos. Durante cada turno, tanto el jugador como su monstruo podrán atacar al enemigo. Los ataques se dividen en tres categorías: Poder, Velocidad y Técnica. Cada categoría es mejor contra otra en particular, al estilo Piedra-Papel-Tijeras. Así, Poder ganará a Técnica, Técnica ganará a Velocidad y Velocidad a Poder. En este juego, nuestro Rider personalizado podrá empuñar hasta cuatro tipos de armas diferentes: Gran Espada, Espada y Escudo, Martillo y Cuerno de Caza. El jugador tendrá acceso a una serie de habilidades que variará según el arma que porte en ese momento, y podrá usar diferentes objetos durante cada batalla.
Los Otomon (monstruos aliados) pueden modificarse mediante la Ceremonia de Transmisión, en la cual se transmiten diferentes Genes de Afinidad que desbloquean nuevas habilidades o estadísticas para nuestros monstruos. Esto permite una gran personalización y diferenciación en cada monstruo, abriendo así una gran cantidad de opciones estratégicas durante el combate. El juego tiene función multijugador en línea, tanto local como vía Internet.

## Desarrollo
El máximo responsable de la saga Monster Hunter, Ryozo Tsujimoto, comentó en más de una ocasión que la idea original para este RPG se basaba en los intereses y consideraciones que los jugadores habituales de la saga tenían en torno a los monstruos, sus vidas y su interrelación con los humanos, un aspecto poco desarrollado en el resto de títulos de la franquicia. La idea se llevaba desarrollando desde el año 2010, y el cambio de Hunters a Riders se fundamentó en esa necesidad de un cambio de aires que permitiera explicar nuevos puntos de vista y que centrara la atención en la figura de los monstruos.

## Lanzamiento en Japón
Monster Hunter Stories fue anunciado por primera vez en Japón en abril de 2015, en el "Monster Hunter Fest '15 Finals" de Capcom, donde se reveló que la salida del título al mercado se produciría durante el año siguiente. El 20 de septiembre de 2016 se lanzó la demo del juego a través de la Nintendo eShop. Esta demo presentaba dos modos de juego que introducían las dos facetas principales del mismo: El modo Quest,
que servía de carta de presentación para la historia offline del título y el modo Torneo, donde se podía probar la parte multijugador de este Monster Hunter Stories en combates de uno contra uno con equipo y monstruos prediseñados.

## Recepción
En su primera semana de lanzamiento, Monster Hunter Stories  vendió unas 140,600 copias, colocándose así en la primera posición de ventas en Japón durante la semana del 3 al 9 de octubre de 2016. En 3DS mantuvo esa primera posición en ventas durante algo más de un mes, cuando la salida de los juegos de Pokémon Sol y Luna eclipsó su éxito. A lo largo del año 2017, varios responsables de la franquicia han ido comunicando que se esperaban un mayor número de ventas por parte de este juego, el cual, sin embargo, ha recibido muy buenas críticas tanto por parte de los consumidores como por parte de medios especializados.

### Reconocimientos
El juego fue nominado para el premio a "Mejor juego portátil" en la The Game Awards del año 2017, y para "Mejor Videojuego 3DS" y el "Mejor RPG" en los Premios de IGN de lo mejor del año 2017. También fue nominado para el "Juego portátil del año" en la 21° entrega anual de premios D.I.C.E.

## Lanzamiento en Occidente
Tras el éxito comercial relativo de Monster Hunter Stories en Japón y su buena acogida mediática, Capcom y Nintendo anunciaron a principios de verano de 2017 que localizarían el juego en América, Europa y Oceanía a finales de este mismo año. Así, a lo largo de junio y julio de 2017, se fue confirmando que el título estaría disponible en América y en Europa para el 8 de septiembre, y en Oceanía para el 9 del mismo mes. También se anunció que la demo llegaría a la Nintendo eShop de estas tres regiones el día 10 de agosto.